# Friedland (Meclemburgo-Pomerânia Ocidental)
Friedland é um município da Alemanha, situado no distrito do Planalto Lacustre de Meclemburgo, no estado de Meclemburgo-Pomerânia Ocidental. Tem 141,73 km² de área, e sua população em 2019 foi estimada em 6.456 habitantes.